# Jameson Raid (Band)
Jameson Raid ist eine englische New-Wave-of-British-Heavy-Metal-Band aus Birmingham, die 1975 unter dem Namen Notre Dame gegründet wurde, sich 1983 auflöste und seit 2009 wieder aktiv ist. Zeitweise nannte sich die Gruppe The Raid.

## Geschichte
Die Ursprünge der Band gehen auf das Jahr 1973 zurück, als der Bassist John Ace und der Gitarrist Ian Smith in der Schulband Spectaté II in Sutton Coldfield tätig waren. Der erste Auftritt fand am 26. August 1975 mit dem Bandnamen Notre Dame statt. Der Name wurde jedoch nur für diesen einen Auftritt verwendet. Der Roadie Nick „Boz“ Freeman schlug den Namen „Jameson Raid“ vor, inspiriert durch den gleichnamigen Vorfall, den er im Geschichtsunterricht gehört hatte. Im Dezember 1976 stieß der Sänger Terry Dark hinzu. Der Gitarrist Stewart Harrod verließ ein paar Tage später die Gruppe. Als Manager war der ehemalige Judas-Priest-Schlagzeuger John Hinch für die Band tätig und sie unterzeichnete einen Management-Vertrag bei Light and Sound-Design.
Die Besetzung bestand 1977 neben dem Sänger Terry Dark, dem Gitarristen Ian Smith, dem Bassisten John Ace und dem Schlagzeuger Phil Kimberley. Es folgten kleinere Auftritte in den Midlands. Dabei spielte die Gruppe größtenteils eigene Kompositionen wie Stop Looking at Me, Bricks on the Wall und Spit in Your Eye sowie Coverversionen von Mott the Hoople sowie Thin Lizzy. Die Gruppe teilte dabei die Bühnen mit Punk-Bands. Als erste Veröffentlichung erschien im Februar 1979 die privat gepresste EP Seven Days of Splendour bei GBH Records, die neben dem Titellied die Songs It's a Crime und Catcher in the Rye enthält. Im März spielte die Band mit Def Leppard und Magnum im Londoner Hammersmith Odeon sowie im April mit diesen beiden Bands in Wolverhampton. Zudem wurden weitere Auftritte mit Saxon, Iron Maiden und Judas Priest abgehalten. Eine zweite von Tom Galley produzierte EP schloss sich im Folgejahr unter dem Namen End of Part One bei Blackbird Music an, die aus den vier Liedern The Hypnotist, The Raid, Getting Hotter und Straight from the Butchers enthält. Die Veröffentlichung war die letzte mit den Langzeitmitgliedern John Ace (Bass) und Ian Smith (E-Gitarre). Beide hielten ihren letzten Auftritt im Juli 1980 in Birmingham ab. Vor dem Ende des Jahres war die Band auf dem Sampler Metal for Muthas Volume II mit dem Lied Hard Lines zu hören. Hierauf trägt die Gruppe den Namen The Raid. Mit dem neuen Gitarristen Mike Darby und dem neuen Bassisten Peter Green hielt die Band, wieder unter dem Namen Jameson Raid, weitere Auftritte ab. Als Gitarrist kam 1981 James Barrett von The Handsome Beasts zur Besetzung. Danach fertigte die Gruppe Demoaufnahmen von Electric Sun, Run for Cover und Poor Little Rich Girl an. 1982 wurde Barrett durch Steve Makin ersetzt. Die neue Besetzung nahm keine neuen Tonträger mehr auf, spielte in den Midlands jedoch neue Lieder wie Titanic und Uncle Jim's Green and White Pick-Up Truck. Im Frühling 1982 war die Band im Railway Inn in Birmingham zu sehen. Aufgrund des fehlenden Interesses von Labels kam die Aktivität der Gruppe zum Erliegen. Zuvor hatten der Schlagzeuger Kimberley und der Sänger Dark die Besetzung verlassen. Nach einem kurzen Versuch im Jahr 1983 von Peter Green mit dem Gitarristen und Sänger Steve Makin und dem Schlagzeuger Roger Simms die Band unter dem Namen The Raid wiederzubeleben, kam es zur Auflösung. Im Jahr 1992 versuchte sich die Band an einer Wiedervereinigung, jedoch schlug diese fehl, noch bevor ein Konzert abgehalten werden konnte.
Seit 2009 ist die Band wieder aktiv, nachdem Roxxcalibur die Band gefragt hatte, ob sie Seven Days of Splendour für ihr nächstes Album covern kann. Danach wurde Shadow Kingdom Records auf die Gruppe aufmerksam, woraufhin hierüber 2010 die Kompilation Just as the Dust Had Settled erschien. Die Veröffentlichung der Schallplatten-Version wurde von High Roller Records übernommen. Daraufhin wurde die Gruppe auch wieder live aktiv und spielte ihren ersten Auftritt seit der Reunion auf dem Robin 2 in Bilston am 18. Juli 2010, ehe sie am 23. Juli auf dem O2 Academy spielte. Dabei standen Dark, Smith, Ace und Kimberley zum ersten Mal seit dem Sommer 1980 wieder gemeinsam auf der Bühne. Es folgten weitere Auftritte wie auf dem Hard Rock Hell und dem Headbangers Open Air in Deutschland. Im Juni 2011 war die Band auf dem Download-Festival zu sehen. Da Ace, Smith und Kimberley die Band verlassen hatten, um sich ihren Tagesjobs widmen zu können, wurde ein Gastbassist sowie der Gitarrist Eric „Kalli“ Kaldschmidt und der Schlagzeuger Andreas „Neudi“ Neuderth, beide bei Roxxcalibur tätig, eingesetzt. Im Juni kehrte Green als Bassist zur Band zurück. Im August 2013 kam Lars Wickett als neuer Schlagzeuger zur Gruppe, da sich Neuderth Manilla Road widmen musste, während Dave Rothan Kaldschmidt ersetzte. Im Jahr 2014 erschien die EP 9 Reasons, der sich im folgenden Jahr das Debütalbum Uninvited Guests anschloss.

## Stil
Laut Malc Macmillan in The N.W.O.B.H.M. Encyclopedia hat die Musik anfangs zwischen kurzen, kraftvollen Stücken und ausgearbeiteten, semi-progressiven Werken variiert. Bei Seven Days of Splendour erkannte er Einflüsse von 1970er Rock und Pop wie David Bowie und Mott the Hoople sowie Thin Lizzy und Punk-Attitüde. Zudem sei die Musik gelegentlich mit der von Bleak House und Limelight vergleichbar. Auf End of Part One sei die Band gelegentlich mit Ricochet, Slowtrain und Hollow Ground zu vergleichen. Matthias Mader lobte in NWoBHM New Wave of British Heavy Metal The glory Days die originelle und gute Spielweise. Seven Days of Splendour mische „knallharten HM mit Psycho-Elementen und Akustik-Parts“. In The International Encyclopedia of Hard Rock and Heavy Metal wird die Musik als poppiger Heavy Metal bezeichnet. Eduardo Rivadavia von Allmusic beschrieb die Musik auf Seven Days of Splendour als eingängigen und radioorientieren Hard Rock.

## Diskografie
- 1979: Seven Days of Splendour (EP, GBH Records)
- 1980: End of Part One (EP, Blackbird Music)
- 1982: Electric Sun (Demo, Eigenveröffentlichung)
- 2010: Just as the Dust Had Settled (Kompilation, Shadow Kingdom Records)
- 2011: Live at the O2 Academy (Live-Album, High Roller Records)
- 2012: The Beginning of Part II (Kompilation, High Roller Records)
- 2014: Truth & Heresy (Single, Eigenveröffentlichung)
- 2014: 9 Reasons (EP, JR Rising Records)
- 2015: Uninvited Guests (Album, Eigenveröffentlichung)